# مولینا (شیلی)
مولینا (به اسپانیایی: Molina) یک شهرستان در شیلی است که در استان کوریکو واقع شده‌است. مولینا ۱٬۵۵۱٫۶ کیلومتر مربع مساحت و ۴۰٬۳۲۹ نفر جمعیت دارد و ۲۷۳ متر بالاتر از سطح دریا واقع شده‌است.